# Revista pulp
Pulp, pulp fiction e revista pulp são nomes dados a partir do início de 1900 às revistas feitas com papel barato. O termo "pulp" deriva do papel barato feito da polpa de celulose. Os pulps – considerados semelhantes às revistas de emoção que surgiram no Brasil na década de 1930 – substituíram publicações anteriores como penny dreadfuls, folhetins e dime novels.
As pulp fictions eram um tipo de entretenimento rápido, sem grandes pretensões artísticas. Pode-se dizer que  ocupavam o lugar das séries de televisão atuais. Apesar de que muitos escritores respeitados escreveram para pulps, as revistas foram mais conhecidas por suas histórias sensacionalistas e capas apelativas. Os super-heróis das histórias em quadrinhos também são considerados como derivações da literatura pulp.
Essas revistas geralmente eram dedicadas a histórias noir, mas também de fantasia e ficção científica. Frequentemente, as expressões "pulp fiction" e "literatura pulp" são usadas para descrever histórias de qualidade menor ou absurdas (é esse sentido da palavra que o diretor Quentin Tarantino usou para nomear seu filme Pulp Fiction - Tempo de Violência). A despeito disso, vários escritores famosos já trabalharam em pulps, como Isaac Asimov, que escreveu para a Astounding Science Fiction e dentre outras. Raymond Chandler e Dashiell Hammett também escreveram esse tipo de ficção no início de suas carreiras. Todos são autores americanos, pois foi nos Estados Unidos que as revistas pulp tiveram maior expressão. Personagens famosos da cultura pop como Zorro, Tarzan e John Carter surgiram em revistas pulp.
Assim como nos folhetins, os romances eram publicados em capítulos.
A personagem O Sombra surgiu num programa de rádio, no qual quem lhe emprestava a voz (e a famosa gargalhada sinistra) era o ator e diretor Orson Welles. Posteriormente, o personagem foi adaptado às revistas pulp.
Após a Segunda Guerra Mundial, o preço da polpa de celulose aumentou consideravelmente; a solução das editoras de pulps foi diminuir o formato tradicional (18 x 25,5 cm), adotando o  "formato digest" (originalmente criado para a revista Reader's Digest, conhecida no Brasil como Seleções).
Nesse período, as pulps passaram a concorrer com os quadrinhos e os livros de bolso. De início, várias editoras de quadrinhos, como a Marvel Comics e Fiction House, publicavam pulps. Escritores como Julius Schwartz e Mort Weisinger, que trabalhavam em pulps, migraram para os quadrinhos. Muitos livros de bolso exploraram os gêneros das revistas pulps, por isso também são chamados de literatura pulp. É o caso das séries O Coyote (faroeste), Brigitte Montfort (espionagem) e Perry Rhodan (ficção científica).
Volta e meia personagens "pulp" são homenageados nos quadrinhos e inspiram novas obras. Em 1999, o escritor inglês Alan Moore criou para a America's Best Comics o personagem Tom Strong, claramente inspirado nos pulps.

## Autores em destaque
Autores conhecidos que escreveram para pulps incluem:
- Poul Anderson
- Isaac Asimov
- Charles Beadle
- H. Bedford-Jones
- Robert Leslie Bellem
- E. F. Benson
- Alfred Bester
- Robert Bloch
- B. M. Bower
- Leigh Brackett
- Ray Bradbury
- Max Brand
- William Brandon
- Fredric Brown
- John Buchan
- F. R. Buckley
- Edgar Rice Burroughs
- William S. Burroughs
- Ellis Parker Butler
- Paul Cain
- Hugh B. Cave
- Paul Chadwick
- Raymond Chandler
- Agatha Christie
- Arthur C. Clarke
- Joseph Conrad
- Stephen Crane
- Ray Cummings
- Tom Curry
- Carroll John Daly
- Lester Dent
- August Derleth
- Philip K. Dick
- J. Allan Dunn
- Lord Dunsany
- C. M. Eddy, Jr.
- Arthur Guy Empey
- George Allan England
- Philip José Farmer
- C. S. Forester
- F. Scott Fitzgerald
- Arthur O. Friel
- Erle Stanley Gardner
- Walter B. Gibson
- David Goodis
- L. Patrick Greene
- Zane Grey
- Frank Gruber
- H. Rider Haggard
- Edmond Hamilton
- Dashiell Hammett
- Margie Harris
- Victor Headley
- Robert A. Heinlein
- O. Henry
- Frank Herbert
- Robert E. Howard
- L. Ron Hubbard
- Carl Jacobi
- John Jakes
- Ardyth Kennelly
- Donald Keyhoe
- Rudyard Kipling
- Henry Kuttner
- Harold Lamb
- Louis L'Amour
- Margery Lawrence
- Fritz Leiber
- Murray Leinster
- Elmore John Leonard
- Jack London
- H. P. Lovecraft
- Giles A. Lutz
- John D. MacDonald
- William Colt MacDonald
- Elmer Brown Mason
- F. Van Wyck Mason
- Horace McCoy
- Johnston McCulley
- Eldred Kurtz Means
- Merriam Modell
- C. L. Moore
- Frederick Ferdinand Moore
- Walt Morey
- Talbot Mundy
- Philip Francis Nowlan
- Fulton Oursler
- Hugh Pendexter
- Emil Petaja
- E. Hoffmann Price
- Ellery Queen
- Seabury Quinn
- John H. Reese
- Arthur B. Reeve
- Tod Robbins
- Sax Rohmer
- Theodore Roscoe
- Rafael Sabatini
- Charles Alden Seltzer
- Stephen Shadegg
- Richard S. Shaver
- Robert Silverberg
- Bertrand William Sinclair
- Upton Sinclair
- Arthur D. Howden Smith
- Clark Ashton Smith
- E. E. Smith
- Mickey Spillane
- T. S. Stribling
- Jim Thompson
- Thomas Thursday
- W. C. Tuttle
- Mark Twain
- Jack Vance
- E. C. Vivian
- Edgar Wallace
- H. G. Wells
- Henry S. Whitehead
- Raoul Whitfield
- Tennessee Williams
- P. G. Wodehouse
- Cornell Woolrich
- Gordon Young

- Sinclair Lewis, primeiro vencedor americano do Prêmio Nobel de Literatura, trabalhou como editor da Adventure, escrevendo parágrafos de preenchimento (breves fatos ou anedotas divertidas destinadas a preencher pequenas lacunas no layout da página), textos publicitários e algumas histórias.[21]

## Gêneros
- aventura
- fantasia
- faroeste
- ficção científica
- romance policial
- romance de espionagem
- terror